# Capilla de Santa Cruz (Cangas de Onís)
La capilla de Santa Cruz es un templo católico situado en la localidad de Cangas de Onís (Principado de Asturias, España), capital del concejo del mismo nombre. Si bien sus orígenes se remontan a la Alta Edad Media, el edificio actual es una reconstrucción moderna realizada en 1951 tras haber sido destruida la original en la Guerra Civil. La capilla destaca por haberse construido sobre un dolmen del III milenio a. C. conocido como «Dolmen de Santa Cruz» y porque en ella fueron sepultados Favila, segundo rey de Asturias, y su esposa Froiluba.

## Historia
En 737 d. C., sobre el montículo artificial en el cual había un adoratorio romano el rey Favila y su esposa, la reina Froiluba, ordenaron edificar la iglesia de la Santa Cruz que, según reza la lápida fundacional, fue consagrada el 27 de octubre de ese mismo año.
El templo se denominó de esta forma pues fue encargada construir por Favila para albergar la cruz de roble que Pelayo, su padre, portaba en la Batalla de Covadonga y que más tarde se convertiría en la Cruz de la Victoria.

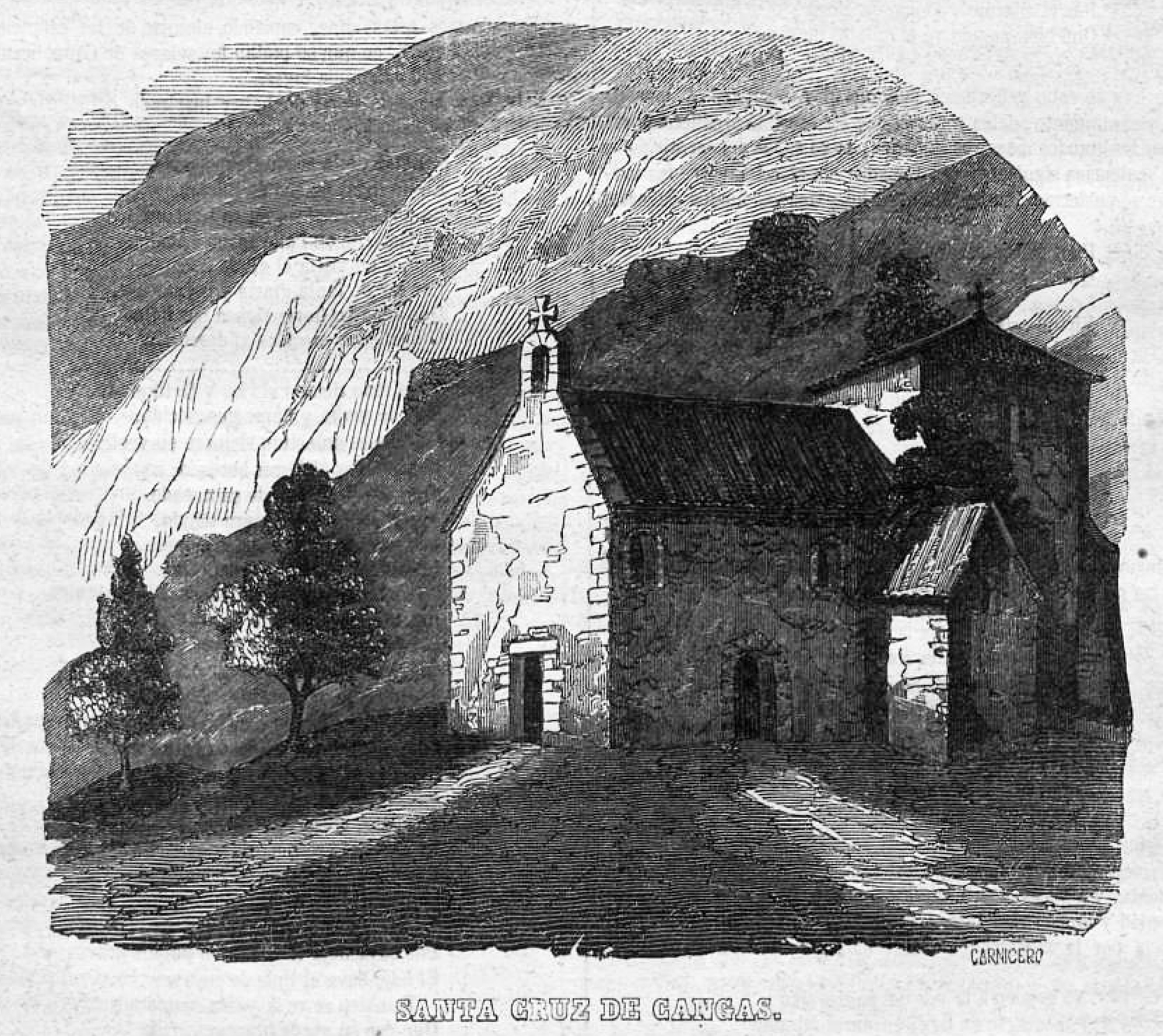
Grabado de la iglesia a mediados del siglo en Semanario Pintoresco Español.

Se cree que fue el primer templo cristiano que se construyó en Asturias —y, por tanto, en España— después de la invasión de la península ibérica por los musulmanes; también se dice que la lápida de consagración es el primer monumento literario de la Reconquista.
La iglesia fue totalmente restaurada en dos ocasiones, la primera en 1633 y la segunda en 1950 por el arquitecto Luis Menéndez-Pidal y Álvarez tras su destrucción durante la guerra civil española, en agosto de 1936, cuando las autoridades locales republicanas tomaron la decisión de derruir la iglesia para dejar a la vista un dolmen respetado por los constructores de la primitiva capilla. Del templo inicial se conservaba la lápida de consagración, de la que hay una copia dibujada y una fotografía antigua, sobre las que se han hecho reproducciones o reconstrucciones.

## Lápida fundacional

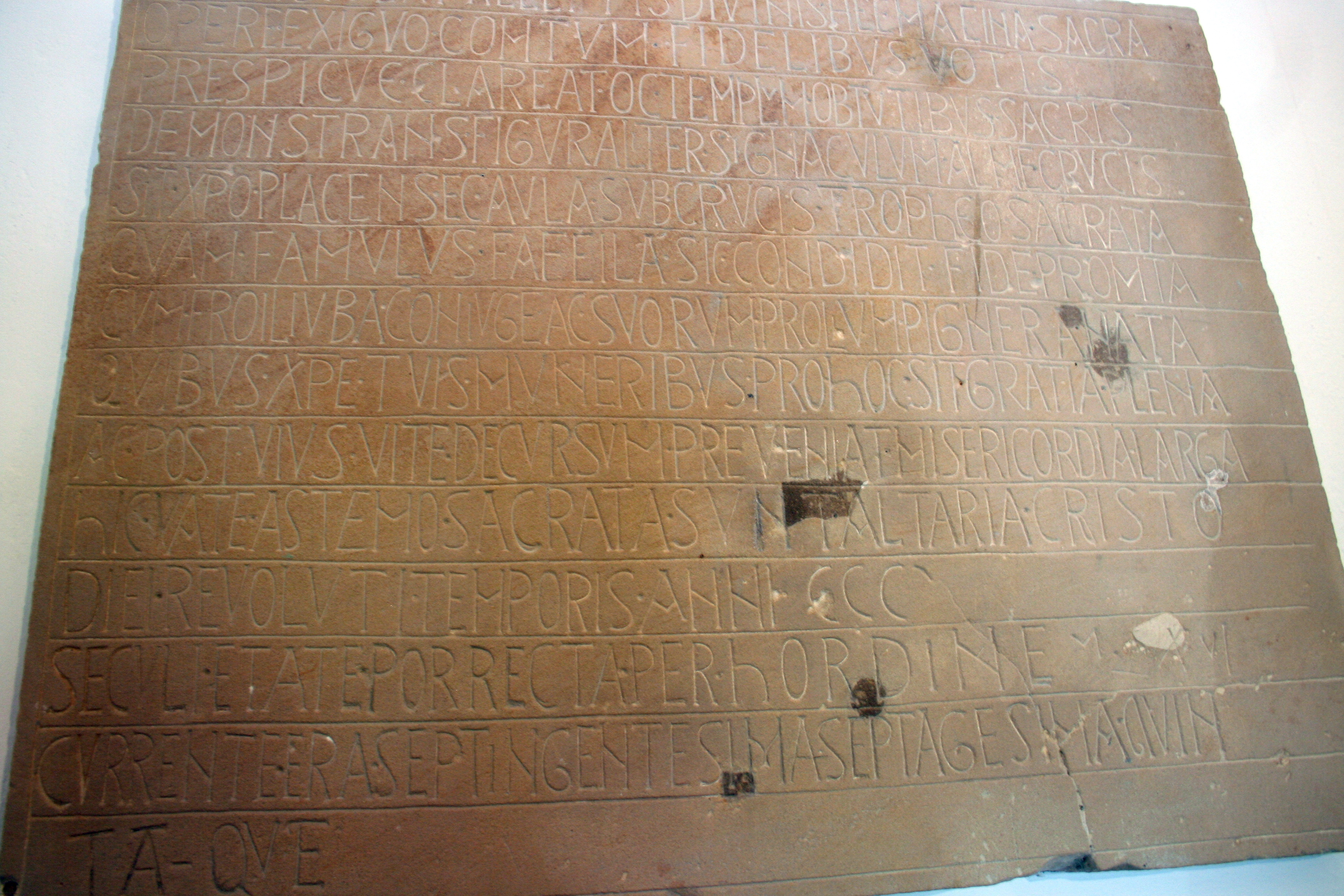
Lápida fundacional de la iglesia de la Santa Cruz. Año 737.

La lápida fundacional (desaparecida en la actualidad, pero copiada, retratada, y reproducida), decía:

···DIVINIS·HEC·MACINA·SACRA
OPERE·EXIGVO·COMTVM·FIDELIBVS·VOTIS

PRESPICVE·CLAREAT·OC·TEMPLVM·OBTVTIBVS·SACRIS

DEMONSTRANS·FIGVRALTER·SIGNACVLVM·ALMECRVCIS

SIT·XPO·PLACENS·EC·AVLA·SVB·CRVCIS·TROPHEO·SACRATA

QVAM·FAMVLVS·FAFEILA·SIC·CONDIDIT·FIDER·PROMTA

CVM·FROILIVBA·CONIVGE·AC·SVORVM·PROLVM·PIGNERA·NATA

QVIBVS·XPE·TVIS·MVNERIBVS·PRO·HOC·SIT·GRATIA·PLENA

AC·POST·VIVS·VITE·DECVRSVM·PREVENIAT·MISERICORDIA·LARGA

HIC·VATE·ASTEMO·SACRATA·SVNT·ALTARIA·CRISTO

DIEI·REVOLVTI·TEMPORIS·ANNI·CCC

SECVLI·ETATE·PORRECTA·PER·HORDINE·[MXVI]

CVRRENTE·ERA·SEPTINGENTESIMA·SEPTAGESIMA·QVIN

TA-QVE

que, traducida al castellano, viene a significar:

Resurge por mandato divino este ingenio sagrado:  de pequeño tamaño, adornado por las ofrendas de los fieles,  claramente brilla este templo ante las miradas sagradas,  mostrando figuradamente el signo de la Santa Cruz.  Sea a Cristo agradable esta aula consagrada bajo el trofeo de la cruz,  la cual así fundó el siervo Faffila con fe diligente,  con su esposa Froiliuba y sus hijos , para quienes por ello, oh Cristo, por tú sacrificio sea toda tu gracia, y tras el curso de esta vida les alcance la generosa misericordia. Aquí fueron consagrados altares a Cristo por el sacerdote Asterio, en el día 300 del tiempo transcurrido del año, extendida la sexta edad del mundo, corriendo la era 775 (27 de octubre de 737)

## Sepultura del rey Favila
Después de su defunción, el cadáver del rey Favila, hijo de don Pelayo y de Gaudiosa, según refiere el cronista Ambrosio de Morales, recibió sepultura en la iglesia de la Santa Cruz de Cangas de Onís, que el monarca había ordenado erigir junto con su esposa, la reina Froiluba. En la misma iglesia, según refiere el mismo cronista, recibió sepultura su esposa, la reina Froiluba, aunque los restos mortales de ambos monarcas no se conservan en la actualidad.

## Galería de imágenes

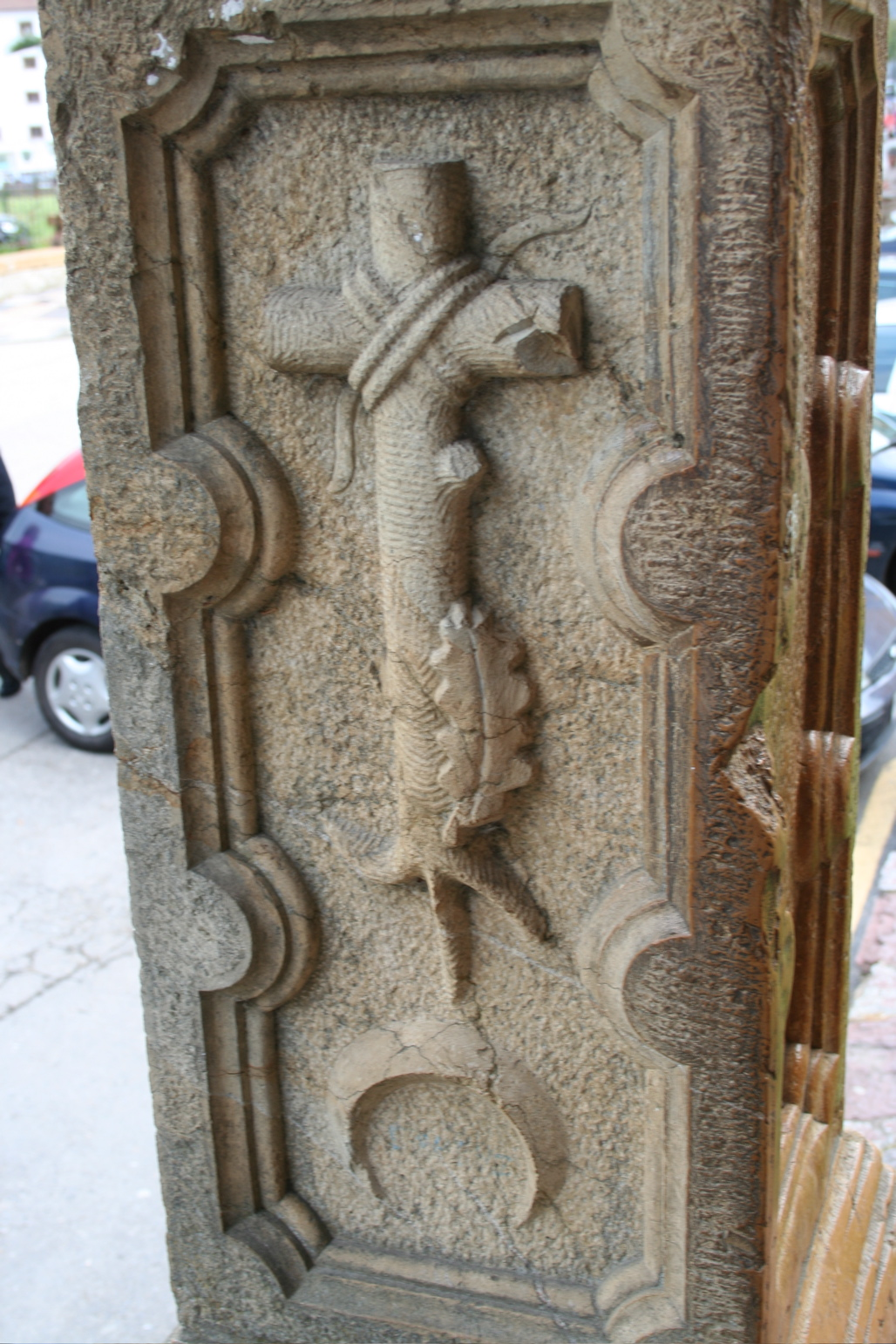
Detalle
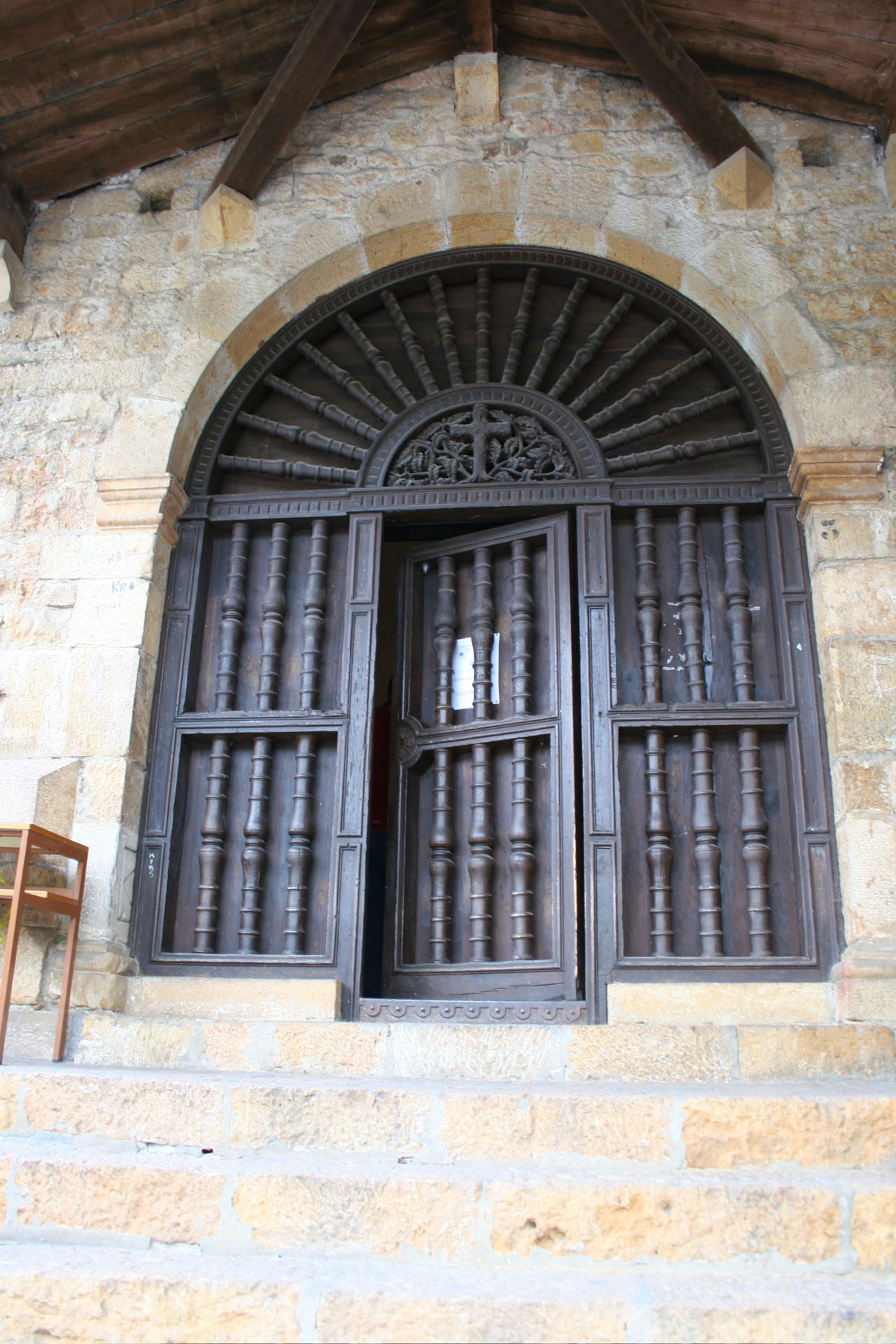
Puerta de entrada
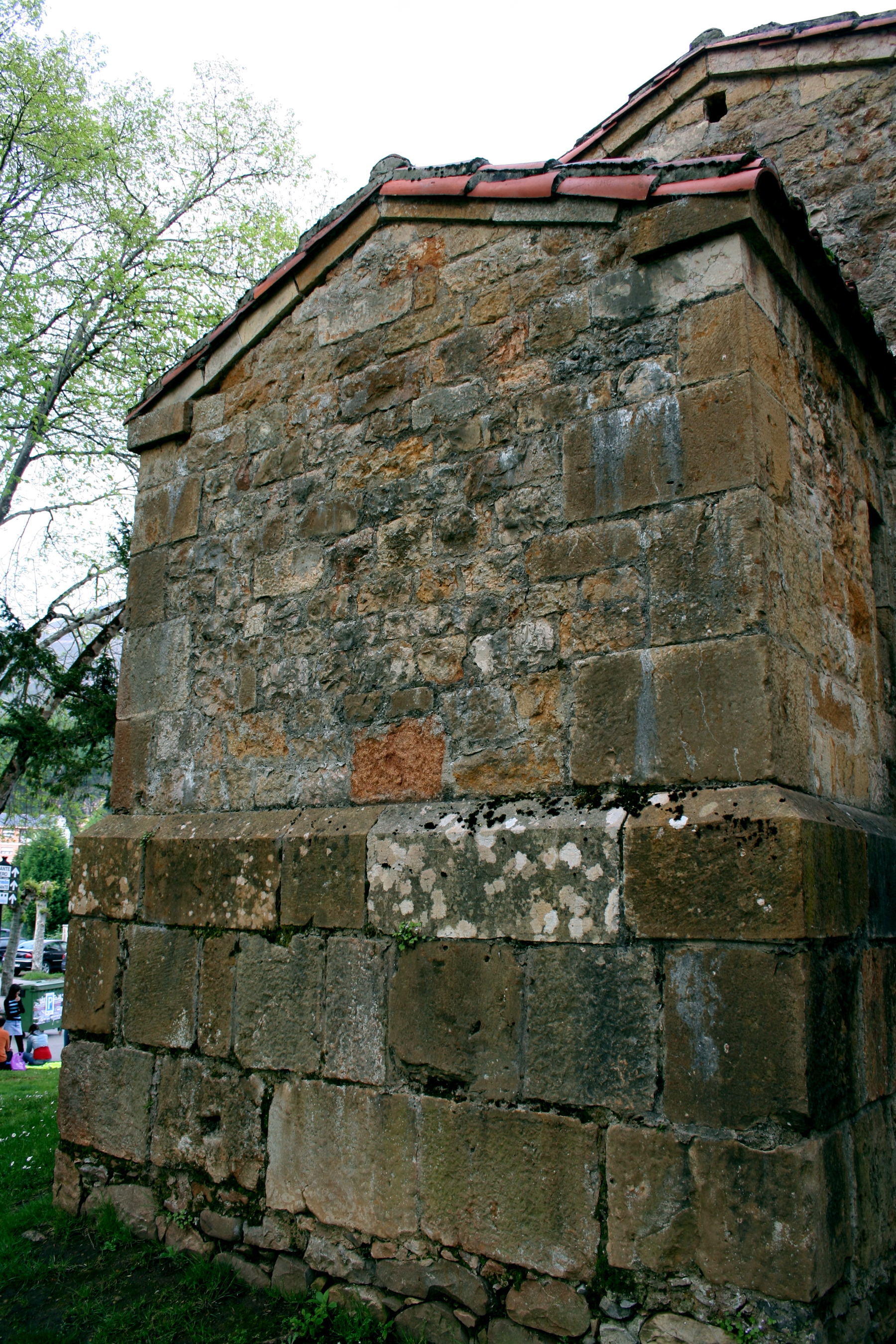
Parte trasera
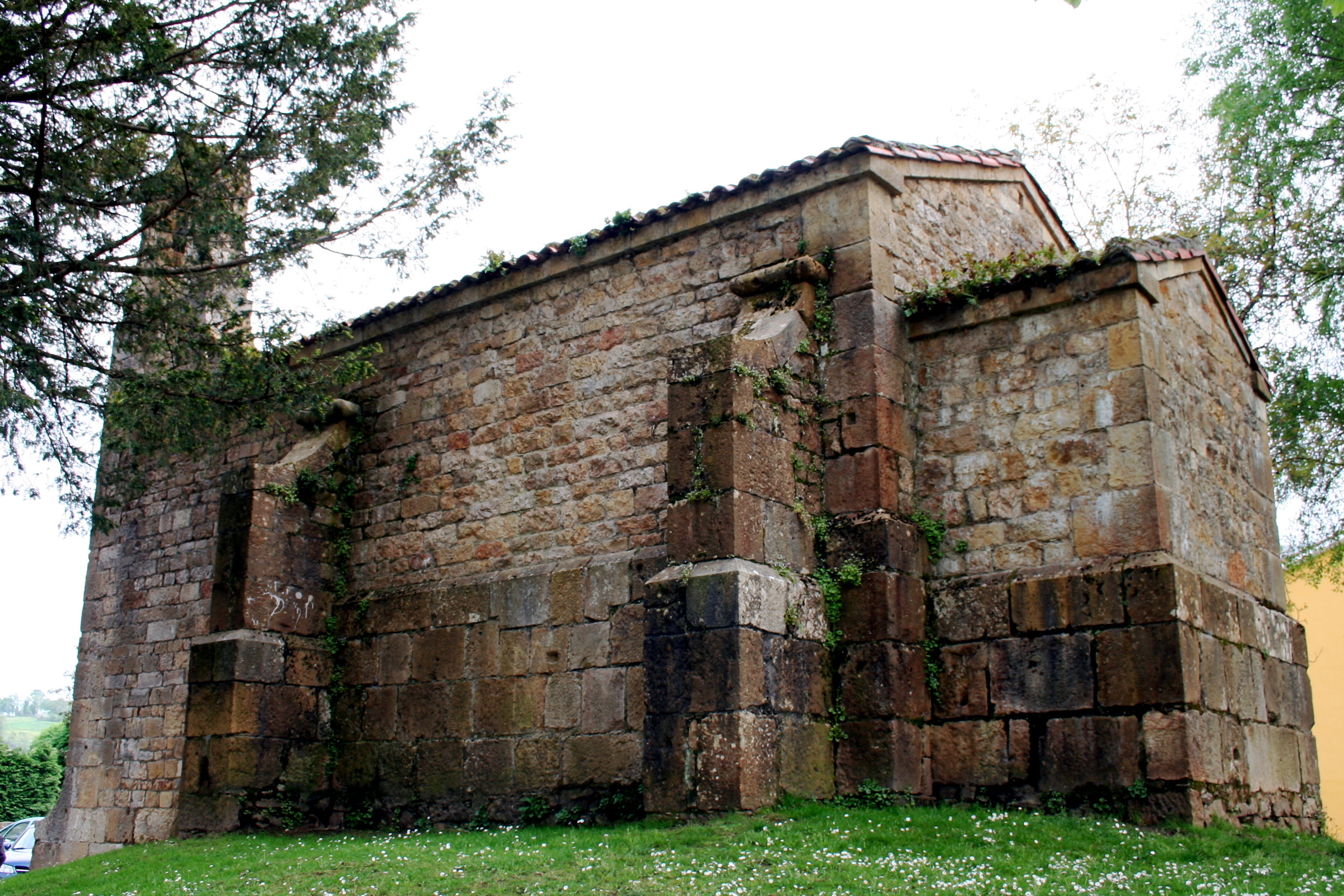
Vista lateral
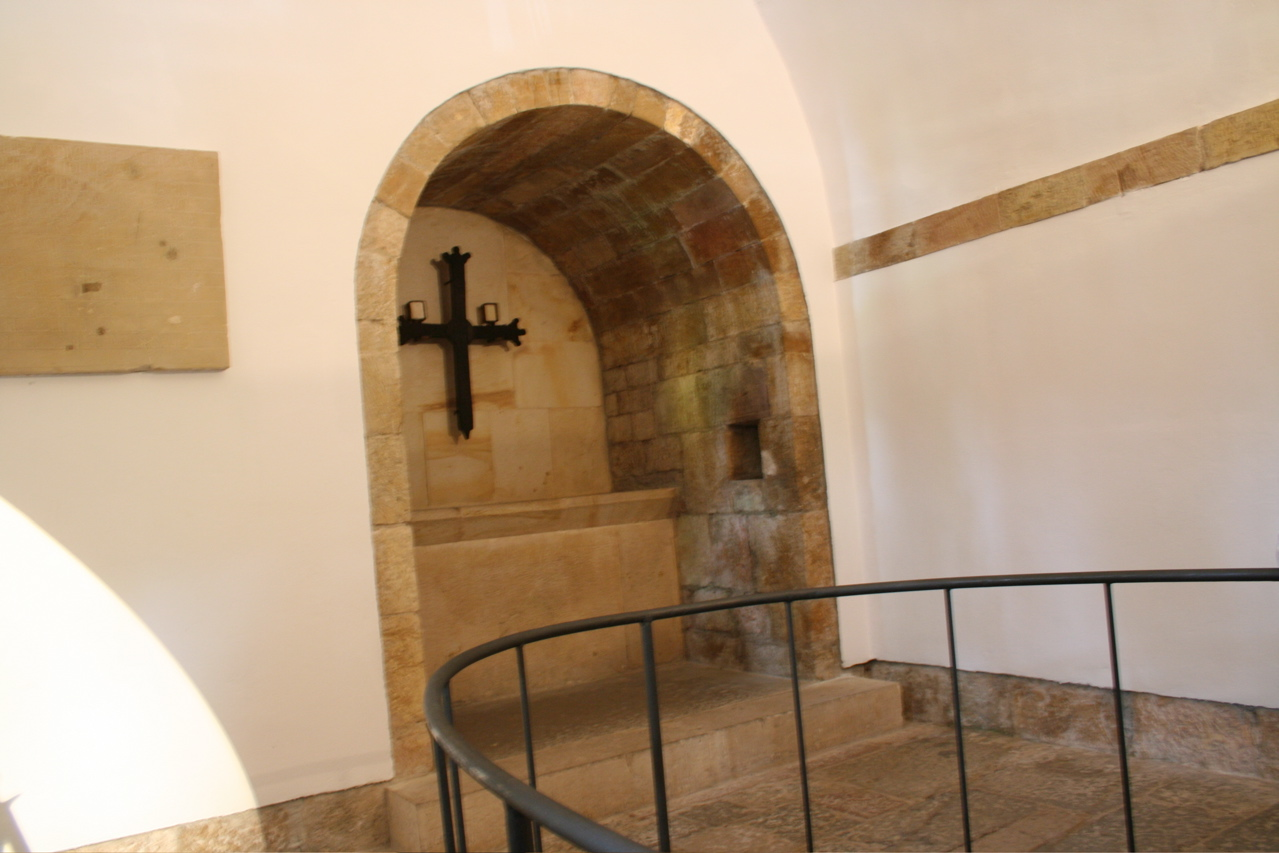
Interior, se puede observar el emplazamiento de la réplica de la Cruz de la Victoria
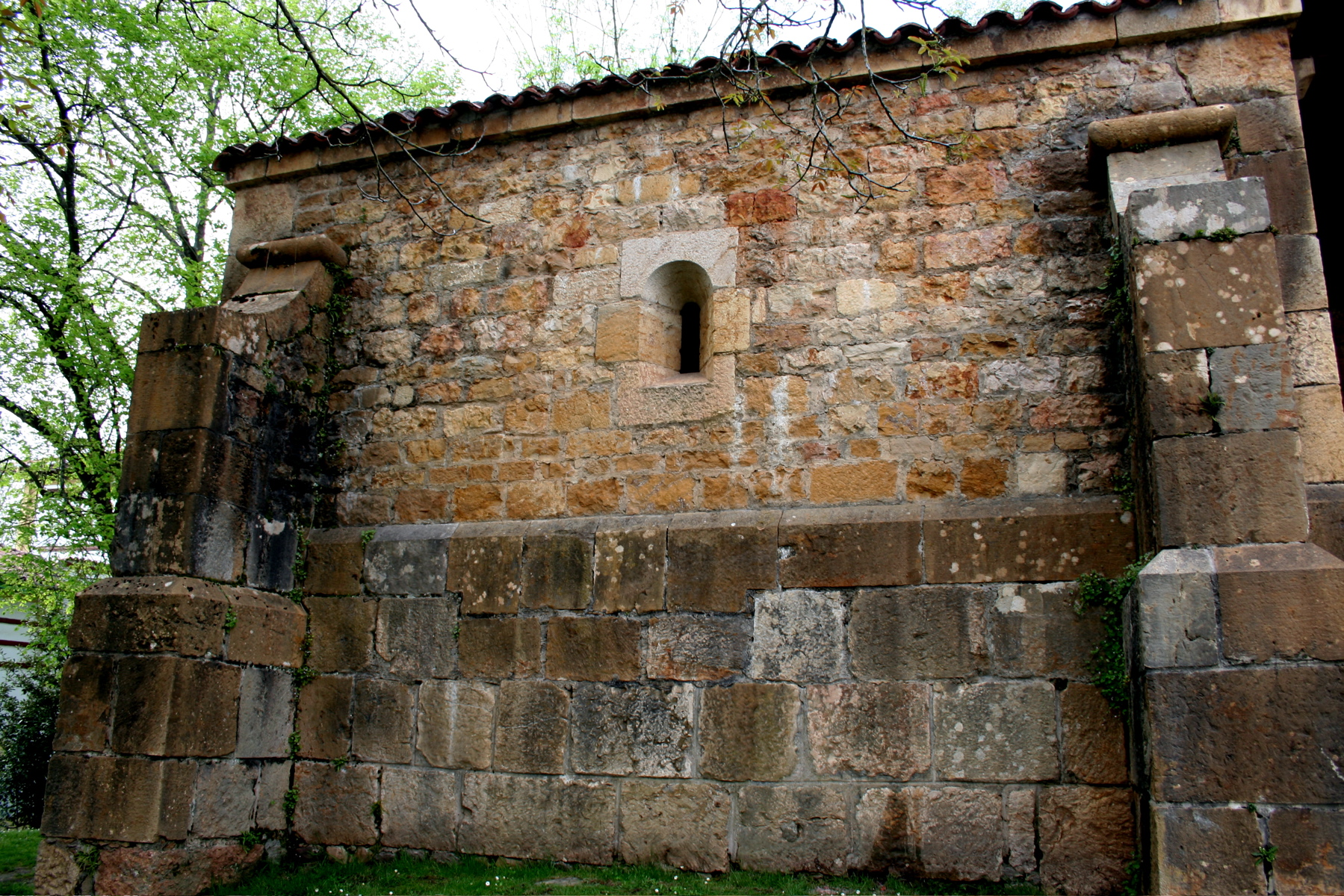
Lateral de la iglesia de la Santa Cruz